# Глыбоч
Глыбоч (укр. Глибоч) — село в Ралевской сельской общине Самборского района Львовской области Украины.
Население по переписи 2001 года составляло 20 человек. Занимает площадь 1,43 км². Почтовый индекс — 81481. Телефонный код — 3236.

## История
В 1946 г. указом ПВС УССР хутор Колония переименован в Глыбоч.